# Carl Benjamin Boyer
Carl Benjamin Boyer (* 3. November 1906 in Hellertown, Pennsylvania; † 26. April 1976 in New York City) war ein US-amerikanischer Mathematikhistoriker.

## Leben und Wirken
Boyer studierte Mathematik an der Columbia University, wo er 1928 seinen Bachelor und 1929 seinen Master machte, während er gleichzeitig als Tutor am Brooklyn College der City University of New York arbeitete. Das setzte er nach seinem Abschluss fort (und unterrichtete ebenfalls als Lecturer an der Rutgers University), wurde 1941 Assistant Professor, 1948 Associate Professor und 1953 Professor am Brooklyn College. 1954/5 war er Guggenheim Fellow.
Boyer beschäftigte sich mit der Geschichte der Analysis und der analytischen Geometrie. Aus seiner Dissertation an der Columbia University entstand das 1939 erschienene Buch „Concepts of the Calculus“ (Columbia University Press), später wieder aufgelegt als „The history of calculus and its historical development“.
1957 wurde er Fellow der International Academy of the History of Science. 1958/9 war er Vizepräsident der American Association for the Advancement of Science. Er war Mitherausgeber des Archive for History of Exact Sciences von 1960 bis 1976, bei Historia Mathematica (1973–1976) und des Dictionary of Scientific Biography (von 1960 bis 1976, verantwortlich für den Bereich der Mathematikerbiographien).

## Schriften
- The Concepts of the Calculus. A critical and historical Discussion of the Derivative and the Integral Columbia University Press, New York NY 1939 (New York NY, Columbia University, Dissertation), (auch: Hafner Publishing, New York NY 1949; als: The History of the Calculus and its Conceptual Development. Dover Publications, New York NY 1959; ebenda 2010, ISBN 978-0-486-60509-8).
- History of analytic geometry (= Scripta mathematica. The Scripta mathematica Studies. Bd. 6/7, ZDB-ID 766190-3). Yeshiva University, New York NY 1956 (Nachdruck:  Dover Publications, Mineola NY 2004, ISBN 0-486-43832-5).
- The Rainbow. From myth to mathematics. Yoseloff, New York NY, u. a. 1959; Princeton University Press, Princeton NJ, 1992, ISBN 0-691-02405-7.
- A History of mathematics. Wiley, New York NY u. a. 1968 (2nd, revised Edition von Uta C. Merzbach. ebenda 1991, ISBN 0-471-54397-7).